# Nagoya Kokusai Kaigijō
Die Nagoya Kokusai Kaigijō (jap. 名古屋国際会議場, dt. „Internationales Konferenzzentrum Nagoya“), engl. Nagoya Congress Center, ist ein Kongresszentrum in Nagoya, Japan.

## Gebäude
- Century Hall (Hauptgebäude): 3.000 Plätze
- Event Hall (Nebengebäude): 1.480 Plätze
- Shirotori Hall (Kongressgebäude): 1.280 Plätze

## Veranstaltungen
- 1991: Eric Clapton, George Harrison: Clapton-Harrison-Tour
- 2010: Biodiversitätskonvention-Kongress
- 2013: T-ara: Treasure-Box-Tour